# 1059 Mussorgskia
1059 Mussorgskia là một tiểu hành tinh bay quanh Mặt Trời. Initially, it received the designation 1925 OA. It is now named after Modest Mussorgsky, a Nga composer.